# Snétberger Zenei Tehetség Központ
A Snétberger Zenei Tehetség Központ Snétberger Ferenc által Felsőörsön létrehozott, a rendes iskolai képzés mellett működő, komplex módszertannal rendelkező zenei tehetség támogató intézmény, hátrányos helyzetű gyermekek képzésére.

„A „Snétberger Iskola Hangja” az elhivatott, keményen dolgozó diákok hangja mindenfelé: szimfonikus és kisebb zenekarok, tanulás-játék-gyakorlás-tanulás-játék-tapasztalás-élmények-nevetés kora reggeltől késő estig. Teszik, amit tenniük kell, mert a tehetségük és a szenvedélyük a zene iránt nem engedi, hogy másként tegyenek. Hiszem, hogy a Snétberger Zenei Tehetség Központ hangja és szellemisége mindenkit felemel, aki találkozik a Központban ezekkel a gyerekekkel és fiatalokkal.”

– Jens-Joergen Pedersen, VILLUM FONDEN (DK)

## A kezdetek
A Snétberger Zenei Tehetség Központ alapítója és művészeti igazgatója Snétberger Ferenc. A 2011 óta működő Központ oktatási modelljét berlini tanári tapasztalatira építve álmodta meg és dolgozta ki.
Az ötlethez a finanszírozási hátteret az EGT Norvég Finanszírozási Mechanizmus (Norvég Alap) és a Magyar Állam teremtette meg 2009-2010-ben. A kettős dotáció eredményeként 2011 júniusában Felsőörsön megnyílt a Snétberger Zenei Tehetség Központ, amely azóta is minden évben 60-65 hátrányos helyzetű tehetséges fiatal számára biztosít 12 héten át tartó intenzív zenei képzést és tehetséggondozást.

## A program
A program megvalósításáért a Nemzeti Tehetség Központ felelős, együttműködve a Snétberger Zenei Tehetség Közhasznú Alapítvánnyal. A Központban folyó tehetséggondozási tevékenységben a Snétberger Zenei Tehetség Közhasznú Alapítvány is részt vesz. Munkájukat kiemelten támogatja az Emberi Erőforrások Minisztériuma.
Évente összesen 60 állandó és utókövetésben részt vevő tanulóval kötnek ösztöndíjszerződést. Ennek keretében az ország minden pontjáról és a határon túlról is érkező diákok intenzív zenei képzést, folyamatos mentori támogatást, személyre szabott készségfejlesztést, különórákat, vizsgafelkészítést és pályaorientációs tanácsadást kapnak. Ez egy speciális projektmódszer, amely az egyéni fejlődésre helyezi a hangsúlyt.
10-15 volt diák előmenetelét aktívan nyomonkövetik annak érdekében, hogy hosszútávon fenntartható módszertant valósítsanak meg.
A 2011 óta létező Tehetség Központ országos szintű és határon túlnyúló működése hat terület köré szerveződik:
- tehetségkutatás
- tehetséggondozás, zenei képzés, munkaerőpiaci képességfejlesztés
- pályaorientáció és karrier-tanácsadás
- szociális gondozás, mentorálás
- koncertszervezés
- utókövetés

### Tehetségkutatás
Folyamatosan kutatnak olyan hangszeren játszó vagy énekes fiatalok után, akik hátrányos helyzetük miatt a képességeiktől messze elmaradó oktatásban részesülnek. 

### Meghallgatások
A Snétberger Zenei Tehetség Központ minden évben meghallgatásokat szervez Magyarországon és igény szerint határon túli településeken is.
A diákok a www.meghallgatunk.hu oldalon jelentkezhetnek, majd egy személyes meghallgatáson mutathatják be zenei tudásukat.
A programban való részvétel egyetlen előfeltétele a zenei tehetség.

### Zenei képzés, pályaorientáció és mentorálás
A program egy speciális intenzív, az iskolai rendszeren kívüli program. A diákok hagyományos iskolai képzésük mellett tanulnak a Központban a 12 hetes intenzív kurzusok idején, zenei tanulmányaikban a Program számít azokra az „anyaintézményekre”, zeneiskolákra, ahol a diákok a kurzusok között fejlődnek, tanulnak közismereti tárgyakból és zeneileg is.
A 12 hetes bentlakásos kurzus minden évben az iskolai szünetek köré szerveződik Felsőörsön, egy kifejezetten a zenei képzésre létrehozott, egyedi tervezésű, védett természeti környezetben lévő lévő ingatlanban, amely közvetve a Magyar Állam tulajdonát képezi.
A Központ egyedülálló abban a tekintetben, hogy itt a különböző életkorú és tudásszinten álló diákok együtt élnek és zenélnek tanáraikkal. A közös muzsikálás segíti szociális képességeiket, beilleszkedésüket, egymás iránti elfogadásukat és toleranciájukat. 
A diákok zenei képzése köré szerveződve egy olyan program megvalósítása a cél, amely komplex módon képes a fiatalok előmenetelét segíteni. A zenei-szakmai oktatáson túl vagy akár azon keresztül egyéb kompetenciák folyamatos fejlesztése is zajlik a Snétberger Központban.
Kiemelkedő művészek és kiváló mentorok dolgoznak azon, hogy a diákok a tárgyi tudás mellé reális pályaképet, jó önismeretet és elérhető célokat kapjanak. Snétberger Ferenc mellett oktat a Központban többek között ifjabb Szakcsi Lakatos Béla, Csík Laura, Lakatos György is.
A program külön figyelmet szentel a diákok kurzusok közötti, zenén kívüli tanulmányi eredményeire és mentális támogatására, ennek keretében mentor rendszert működtet, amelyben minden diák egy-egy főállású mentorhoz tartozik, akihez a teljes év alatt fordulhat támogatásért a zenei és egyéb tanulmányaiban, pályázati lehetőségeiben. Minden diákra egyéni fejlesztési terv kerül kidolgozásra, amely mind zenei téren, mind a szociális képességek terén tudatos, hosszútávú és fenntartható fejlődést tesz lehetővé. 
Fontos, hogy a kortárs segítés módszerét is tudatosan alkalmazzák. A mentorok és animátorok olyan fiatal szakemberek, akik nemcsak professzionális segítői, de koruk miatt társai is a diákoknak. Jellemző tendencia és tudatos célkitűzés az is, hogy a program korábbi résztvevői később maguk is a Központban zajló oktatás résztvevőivé válnak, zenei segítőként vagy animátorként.
A Központ kiemelt hitvallása, hogy hosszútávon kíván mély elméleti és gyakorlati szakmai tudással rendelkező jó zenészeket képezni, akik bárhol megállják a helyüket és emellett jó emberekké is válnak.
A tehetség az, amire építkezve, amelyet kibontakoztatva a diákok - a tanáraikkal közös elmélyült, intenzív munkának köszönhetően és a kortárs segítés módszertanával kiegészülve - észrevétlenül, magabiztos természetességgel lépnek szintet, emelkednek fel a zenében és a zene által, nemcsak zeneileg, hanem emberileg is.

## A tanév szerkezete
Minden évfolyam az intenzív, hat hétig tartó nyári kurzussal indul.
A három-három hetes őszi és tavaszi kurzus is az iskolai szünetek köré szerveződik.
Az őszi és a tavaszi kurzus között hosszabb idő telik el, így ebben az időszakban különösen fontos, hogy a diákok továbbra is a magukénak érezzék a Központot. Így a mentori tevékenység ebben az időszakban még hangsúlyosabban jelenik meg.
Ebben az időszakban zajlanak a családlátogatások, illetve kiemelt hangsúlyt kap a diákok tanulmányi előmenetelének követése és a konzervatóriumba, zenei felsőoktatásba való felvételik követése és támogatása. A családlátogatás fontos eleme a programnak, mert a családok támogató hozzáállása, a program megértetése, az ezzel járó előnyök és terhek tisztázása elengedhetetlen a jó partneri kapcsolat és a diákok közös támogatásához.

### Óratípusok a kurzusok alatt
- egyéni főtárgy (hangszeres – jazz és klasszikus) órák
- kamara órák (klasszikus)
- zenekari órák (jazz + klasszikus)
- ritmusgyakorlat
- zeneszerzés
- dobok bőrözése
- klasszikus zeneelmélet
- dzsesszelmélet
- Jazz-Bach improvizáció
- klasszikus zenetörténet
- dzsessztörténet
- kamarazene módszertan (klasszikus)
- angol nyelv
- Alexander-módszer (egyéni)
- Kovács-módszer (csoportos)
- elmélet a gyakorlatban
- ritmusszekció
- alaphang: reggeli mozgás hetente kétszer
- visszhang: csoportos beszélgetések
- mentorórák
- workshopok

A Program minden évben speciális háttérrel támogatja azokat a diákokat, akik felsőoktatási intézménybe kívánnak jelentkezni, hiszen missziójuk szerint a diákokat a zenei képzésük legmagasabb fokára kívánják eljuttatni és utat mutatni számukra a nagyvilágba.
A Program sikerességét igazolja az is, hogy évről-évre számos diák tesz sikeres felvételi vizsgát valamely zenei szakközépiskolába vagy szakgimnáziumba. Több diák jutott be a Liszt Ferenc Zeneművészeti Egyetemre, sőt külföldi intézménybe is. A 2017/2018-as évfolyam különösen sikeres volt, hiszen a magyar Liszt Ferenc Zeneakadémia Rendkívüli Tehetségek programjába egy diák, a Zeneakadémia egyetemi képzésére három diák nyert felvételt. Egy diák Bernben tanul tovább a Berni Művészetek Egyetemén teljes ösztöndíjjal. 2019-ben egy diák a Hágai Királyi Művészeti Akadémiára nyert felvételt.  
A Központ nyitott, a kurzusok alatt nyílt napokat szerveznek, ahol bárki betekinthet az ott folyó szakmai munkába.

## Fellépések és tapasztalatszerzés
Minden évben számos magyarországi és külföldi fellépésben vállalnak közreműködést, lényeges színpadi tapasztalatszerzési lehetőséget teremtve ezzel a fiatal tehetségek számára.
Az évi 100 órányi koncert adta fellépési lehetőség nemcsak azért fontos a diákok számára, mert a színpadon való szereplésben is komoly gyakorlatra tehetnek így szert – sokszor neves művészek kíséretében, hanem azért is, mert ezúton is bemutathatják tudásukat és autentikus és hiteles módon képviselhetik a Központ mottóját, hogy „a zene felemel”.
A Snétberger Központ diákjait számos koncerten lehet hallani. Minden évfolyam nagy zárókoncerttel ér véget egy neves budapesti koncertteremben. A rendezvénynek az utóbbi években a MOM Kulturális Központ biztosította a helyszínt, 2019-ben pedig a Pesti Vigadó látta vendégül a zenészeket és a közönséget. 2020-ban a Hagyományok Háza ad Budapesten otthont a zárókoncertnek.
A Snétberger Program 2021-ben ünnepelte fennállásának tizedik évfordulóját. 
A koncerteknek egyedi és különleges hangulatot ad, hogy az alapító-művészeti igazgató, Snétberger Ferenc nagyon sokszor lép fel a diákokkal közösen, a legkisebbektől a legidősebb diákoknak is lehetőséget adva arra, hogy az alapító mesterrel játszanak együtt. Ez a közönség számára is mindig különleges, hiszen a nemzetközi művész a legnagyobb alázattal és figyelemmel fordul a fiatal tehetségek felé.

### Fontosabb magyarországi koncerthelyszínek
- Művészetek Völgye
- Szent István Bazilika
- Várkert Bazár
- Ördögkatlan Fesztivál
- Sziget Fesztivál
- Magyar Rádió márványterve
- Vigadó

### Külföldi koncertek
A diákok játszottak már többször Berlinben, Londonban, Izraelben több helyszínen, Ausztriában a Vis Fontis Egyesület és az Esterházy Alapítványok által szervezett koncerteken, Norvégiában, Szlovákiában, Bulgáriában, Olaszországban jazz, illetve világzenei fesztiválokon.
2019. április 8-án, a Nemzetközi Roma Nap alkalmából a madridi Yehudi Menuhin Alapítvány meghívására teltházas koncertet adtak Snétberger Ferenccel közösen a Nemzeti Hangversenyteremben (Auditorio Nacional de Música). Ezt követően az érdeklődő szakmai közönség hallgatta meg a Snétberger módszertanról tartott előadást.
A Központ megnyerte a Spanyol Roma Kulturális Intézet egyik díját (Nuevos Creadores), amelyet a Nemzetközi Roma Napon, április 8-án hétfőn vett át a Központ alapítója és a Snétberger módszer kidolgozója, Snétberger Ferenc a Spanyol Nemzeti Múzeumban, a Pradóban.
Aznap este a Madridi Kaszinó (Casino de Madrid) gyönyörű koncerttermében adott nagysikerű koncertet Snétberger Ferenc a tanítványaival. Az eseményen részt vett Zsófia spanyol királyné és Irene Hercegnő is, akik mindketten, több más zeneértő királyi családtaggal együtt, elismerésüket fejezték ki a magas színvonalú koncertért a Központban folyó munkáért és Snétberger Ferenc zenekultúrában, tehetséggondozásban, esélyteremtésben tett erőfeszítéseiért.
A Központ diákjai 300 fős közönség előtt mutatkoztak be a portugáliai Ferreira de Alentejo-ban a Terras sem Sombra fesztivál keretein belül is, 2019. május 12-én.
A Terras sem Sombra komolyzenei fesztivál a portugáliai Alentejo tartományban évente megrendezett regionális programsorozat, amely a zene mellett mindig kínál műemlék- és természetvédelmi programot is. Tavaly Magyarország volt a fesztivál díszvendége. Az akkori koncertek olyan sikert arattak, hogy a szervezők 2019-ben a magyar tehetséggondozást helyezték a fókuszba. Ebben a minőségben adhatott koncertet a Snétberger Központ.
A különleges légkörű koncert helyszíne egy nemzetközileg is ismert olívaolaj feldolgozó vállalat üzemépülete volt.
Ugyanebben az évben további három külföldi koncerten muzsikáltak a fiatalok. A Madridi és a Lisszaboni Magyar Nagykövetség után, a Washingtoni és a Stockholmi Magyar Nagykövetség is felkérte a Központot egy-egy koncertre, amelyre december 5-én és 11-én került sor. Magyarország Európa Tanács melletti állandó képviselete pedig egy strasbourgi fellépésre hívta a fiatalokat novemberben.

## Díjak, elismerések
- 2012 Social Marie szociális innovációs kisdíj
- 2013 Emberi erőforrások minisztere Miniszteri Elismerő Oklevél a Központ munkatársai számára
- 2014 UniCredit közönségdíj és SAP Digitális Innovációs Díj
- 2015 Millenium-Díj (Szellemi Tulajdon Nemzeti Hivatala)
- 2016 Tehetségpont akkreditáció (EMMI)
- 2018 Bonis Bona – A nemzet tehetségeiért díj, Kiváló tehetséggondozó szervezet kategória
- 2019 Spanyol Roma Kulturális Intézet díja, Nuevos Creadores kategória
- 2019 Magyar Örökség Díj

## Eredmények
A Program sikerességét igazolja az is, hogy évről-évre számos diák tesz sikeres felvételi vizsgát valamely zenei szakközépiskolába vagy szakgimnáziumba. Több diák jutott be a Liszt Ferenc Zeneművészeti Egyetemre, sőt külföldi intézménybe is.

### Számok az eddigi működéssel kapcsolatban
- 800 jelentkezőt hallgattak meg
- 300 diák végezte el kurzusaikat, közülük minden 4. diák felvételt nyert közép- vagy felsőoktatásba
- 100 órányi koncert évente

### Diákjaik versenyeredményei
- 2016 Vysledky Jazz Fesztivál – Farkas Zsolt zenekara, Farkas Zsolt az „év felfedezettje”
- 2016 Cziffra György zongoraverseny, különdíj – Barbarics Csanád
- 2017 Belvárosi Jazz Verseny, zsűri különdíja – Horváth Balázs és 8 díjazott snétbergeres diák
- 2017 Országos Richter János klarinétverseny, 1. helyezés – Sándor Norbert
- 2018 Jean Sibelius Nemzetközi Hangszerverseny, Finnország, kategória 1. hely – Német Balázs (gordonka)
- 2019 Jazz Start Up, Szlovákia, fődíj – Farkas Zsolt trió (2 snétbergeres diák)
- 2019 Bayerdynamic, Szlovákia, különdíj – Farkas Attila trió (3 snétbergeres diák)
- 2019 Nemzetközi Gitárverseny, Topolya, 1. helyezés – Ádám István, Beri Áron
- 2019 Országos Zongoraverseny, különdíj – Váradi Amanda

## Ösztöndíjak, nemzetközi találkozók
2017-ben a Brüsszelben megrendezett Roma Platformra kapott meghívást a Központ, ahol több mint 250 résztvevő, magas rangú politikusok, európai intézmények és nemzetközi szervezetek képviselői, roma és pro-roma szervezetek valamint az akadémia területéről érkező résztvevők számára adott Snétberger Ferenc áttekintést a Központ működéséről és komplex programjáról. A diákok pedig koncerttel bizonyították a módszertan sikerességét.
2018-ban az Európai Zenei Tanács által vezetett STAMP-projekt konferenciájára előadóként kaptak meghívást. A konferencia címe: "Social Inclusion for Disadvantaged Youth through musical means"
2018-ban kettő, 2019-ben három diákot küldhetett a Központ Berlinbe egy-egy hónapos tanulmányi útra a Collegium Hungaricum támogatásával. A tanulmányút segít megismerni a külföldi zenei élet képviselőit, mivel a Collegium Hungaricum munkatársai a legjobb zenei intézményekbe és koncertekre viszik el a fiatalokat, illetve lehetőségük van Jazz Pub-okban is fellépni.

## Filmek
A Központról és tanítványairól számos magyar és külföldi dokumentumfilm készült, elismerve az ott folyó munkát.
Almási Tamás, Kossuth-díjas rendező 2015-ben TiTiTá címmel rendezett dokumentumfilmet egy diákról.
2018-ban a dán VELUX Alapítvány megbízásából készített filmet az iskoláról Ida Sofie Benkert Holtet.

## Nemzetközi jelenlét
Rendszeresen érkeznek a Központba olyan művészek, nemzetközi vendégelőadók, akik workshopot tartanak vagy vendégzenészként tanítanak.
2017 nyarán vietnámi vendégdiákokkal egészült ki a nyári kurzus.

## Külföldi vendégelőadók
- Josh Ginsburg
- Ermanno Signorelli
- Markus Stockhausen
- David Friedman
- Alfred Berg
- Paolo Vinaccia
- Tony Lakatos
- Roby Lakatos

„Micsoda szerencse ez éppen olyan családok számára, akik nehéz szociális körülményeik miatt talán sosem tudnának ilyen képzést biztosítani gyermekeik számára. A rejtett tehetségek így később gyakorló muzsikusokká válhatnak. És valóban, számos fiatal tesz sikeres felvételi vizsgát a Zeneakadémiára, sőt néhányan vissza is térnek a Központba, hogy maguk is tanítsanak.
Példaértékű az iskola! Gratulálok hozzá!””

– Markus Stockhausen

## Cikkek és videók
A Snétberger Központban 2018 óta folyik Alexander-oktatás. Az Alexander módszer kifejezetten zenészek részére készült annak érdekében, hogy a hangszerhasználattal együttjáró testtorzulást, fájdalmakat, problémákat megelőzze, illetve összességében erősítse a testtudatot. A módszerről és a Központban a módszerrel kapcsolatosan zajló munkáról a Fidelio írt cikket.
A toborzás során tudatosan keresik fel a sajtót is, a helyi rádiókat helyezve a fókuszba: a szekszárdi Rádió Antritt interjúja egy mentorukkal és egy diákjukkal.
A 8. évfolyam zárókoncertjéről a jazzma.hu adott hírt.
Interjú] egy diákkal a wmn.hu-n.